# Озёрное (Западно-Казахстанская область)
Озерное (каз. Озерное) — село в Зеленовском районе Западно-Казахстанской области Казахстана. Входит в состав Дарьинского сельского округа. Код КАТО — 274431200.
Село расположено на правом берегу реки Урал (в 5 км от главного устья, у озера-старицы Большое).

## Население
В 1999 году население села составляло 756 человек (371 мужчина и 385 женщин). По данным переписи 2009 года, в селе проживало 717 человек (345 мужчин и 372 женщины).

## История
Посёлок Дьяковский входил в 1-й Уральский военный отдел Уральского казачьего войска.